# Carlos Keen (Buenos Aires)

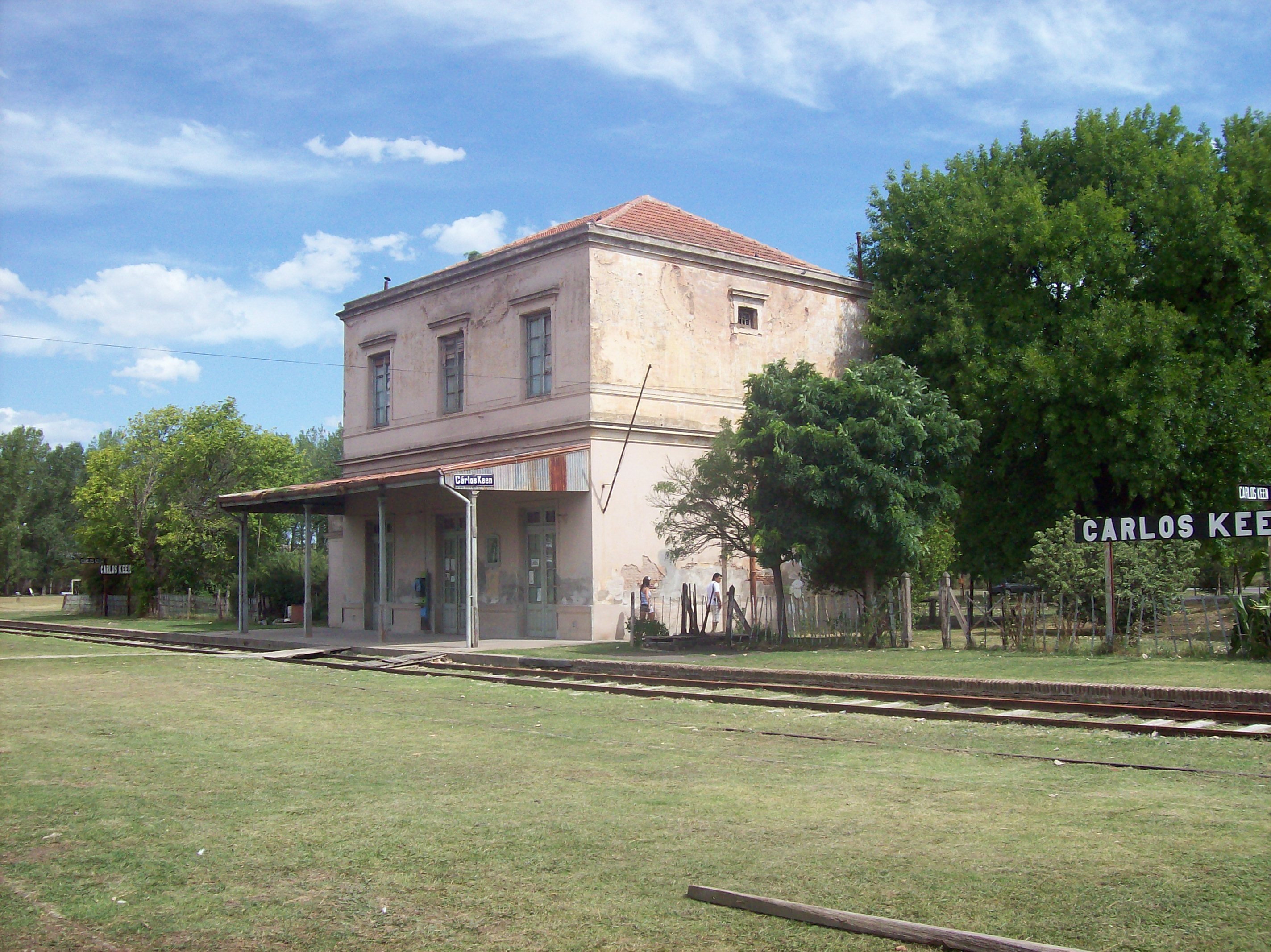
Estación Carlos Keen.

Carlos Keen es una localidad argentina ubicada en el partido de Luján, en la provincia de Buenos Aires.
De pequeña extensión, solo alcanza a 6 a 8 cuadras de largo por 2 a 4 de ancho y unos 500 habitantes.

## Historia
El pueblo surgió de la construcción del ramal ferroviario Luján-Pergamino cuyas obras comenzaron en 1879. El tren era vital para poder sacar todos los productos de esa inmensa pampa, donde habían hecho eclosión chacras, estancias, puestos y cría de ganados. En esa época la actividad agrícola-ganadera florecía con base en la política que buscaba hacer de la Argentina “el granero del mundo”. Tres ilustres habitantes del lugar: Don Estanislao Rodríguez, Don Hilario Ávalos, y Don Estanislao Pacheco, cedieron 14 hectáreas que constituyeron el centro de esta localidad, cuya escena está aún hoy dominada por la estación del ferrocarril, centro de acopio de los productos a ser transportados.
En la década del ´30 tuvo un vertiginoso crecimiento: existían muchos almacenes de ramos generales, tiendas, zapaterías, ferreterías, negocios de máquinas e instrumentos agrícolas, sastrerías, corralones, cocherías y caballerizos para alquilar. Lo que es más importante (y da realmente idea de la trascendencia que tenía Carlos Keen en la zona) es que allí había una sede del Registro Civil y un juez de Paz, pero diversas circunstancias, en especial el cierre de ramales ferroviarios, llevaron a paralizar ese constante desarrollo.

## Toponimia
El doctor Carlos Keen, abogado y periodista, nació en Las Flores en 1840; hijo menor de George Keen y Eloisa Vargas de Keen, hermano de Jorge Eduardo. Era amigo personal del entonces gobernador de la provincia de Buenos Aires, Dardo Rocha

## Descripción
El centro urbano se recuesta adjunto y alrededor del predio rectangular de la estación del FFCC y se extiende a sus cuatro lados, unas pocas cuadras más.
Sus principales arterias lo rodean y corren asfaltadas: dos largas en los laterales y dos cortas en las cabeceras con sus pasos a nivel y señales ferroviarias, una en cada cabecera.
Dentro el predio ferroviario se bifurcan tres vías adicionales a la única principal; aún persiste un galpón de carga y almacenamiento de cereales de los tres primitivos que existían.
Frente a la pintoresca y bella iglesia de San Carlos Borromeo, de principio del siglo pasado, se encuentra una pequeña plaza con algunos bancos y juegos, zona de deportes e instalaciones de la sociedad de fomento local con bufet y salón de festejos.
En su centro sobrevive aún la antigua estación del FFCC, hoy pequeño museo en desarrollo y una feria artesanal.
A su alrededor se ubica, además de la iglesia, la panadería, variados comercios, dos escuelas (una primaria y otra de enseñanza media técnica), la biblioteca y Comisión de Preservación y Tercera Edad (ubicada en la ex casa y oficina de correos), un puesto sanitario, algunas fábricas -de elaboración de dulce de leche una, y de fideos secos la otra-, el conjunto de viviendas y sus pobladores.
Hay turismo que viene beneficiado por la construcción de la autopista que facilita un rápido acceso, escasa distancia de la ciudad capital, nuevos y variados emprendimientos (muchos de ellos gastronómicos), buena difusión, comunicaciones y ordenanzas que tornaron a Carlos Keen como pueblo tradicional e histórico.

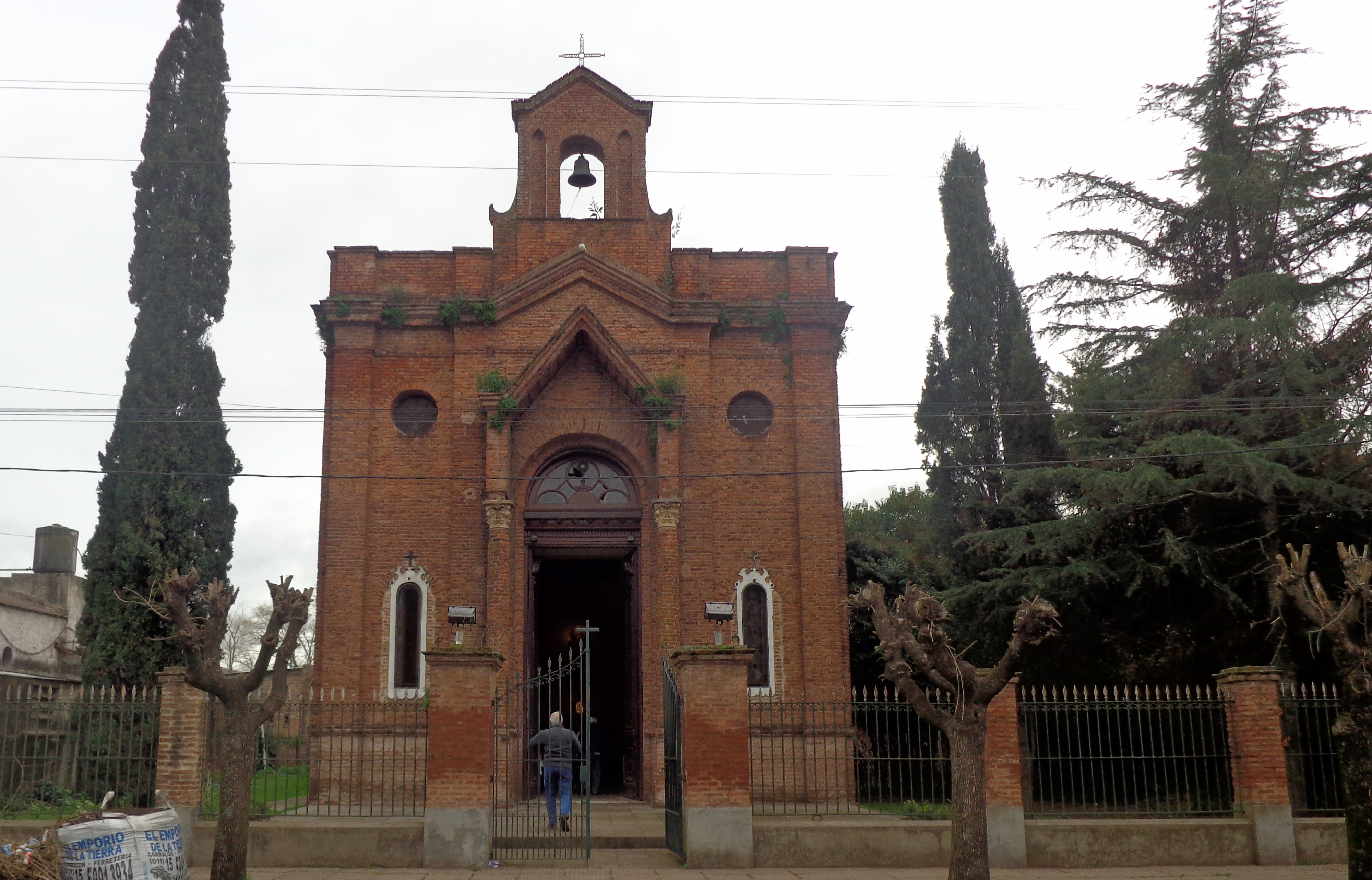
Capilla San Carlos de Borromeo.

Diversas normas legales regulan mantener intacta la fisonomía original del pueblo. Como ejemplo se puede citar: prohibición de derrumbar o modificar edificaciones tradicionales, preservar las existentes, mantener alumbrado a bombillas de época, cartelería propia con diseño de imagen corporativa, etc. En el año 2007 la Comisión Nacional de Museos y de Monumentos y Lugares Históricos, mediante el Decreto Presidencial Nro. 513/ 2007, declaró "bien de interés histórico nacional", a un sector de la traza urbana del pueblo en reconocimiento de su calidad de poblado histórico.
Los fines de semana conviven las antiguas tradiciones con la gastronomía y modernos autos relucientes. Hay restaurantes de campo, casas de antigüedades, cabalgatas, paseos en sulkys, doma y folklore del Círculo Criollo Martín Fierro.
También aladeltismo y vuelos de bautismo se concretan en la escuela y centro de instrucción. 
El pueblo de Carlos Keen también es receptor de muchos grupos de actividades diversas: caravanas de amigos de la bicicleta, de autos antiguos, clubes fotográficos, filmaciones cinematográficas y televisivas.
Don Aniceto Gutiérrez, un español dueño de la panadería y fábrica de dulces (hasta tuvo un molino de harina) fue gestor e impulsor, entre otras cosas más, de traer la luz eléctrica y el asfalto al pueblo. A la calle de ingreso se le impuso su nombre. El acto de nombramiento coincidió con el día de su natalicio.
El mismo pueblo fue sede de la novela argentina, Vidas robadas. En la misma, el poblado tomó el nombre de Río Manso. Allí se filmaron importantes escenas.

## Geografía

### Población

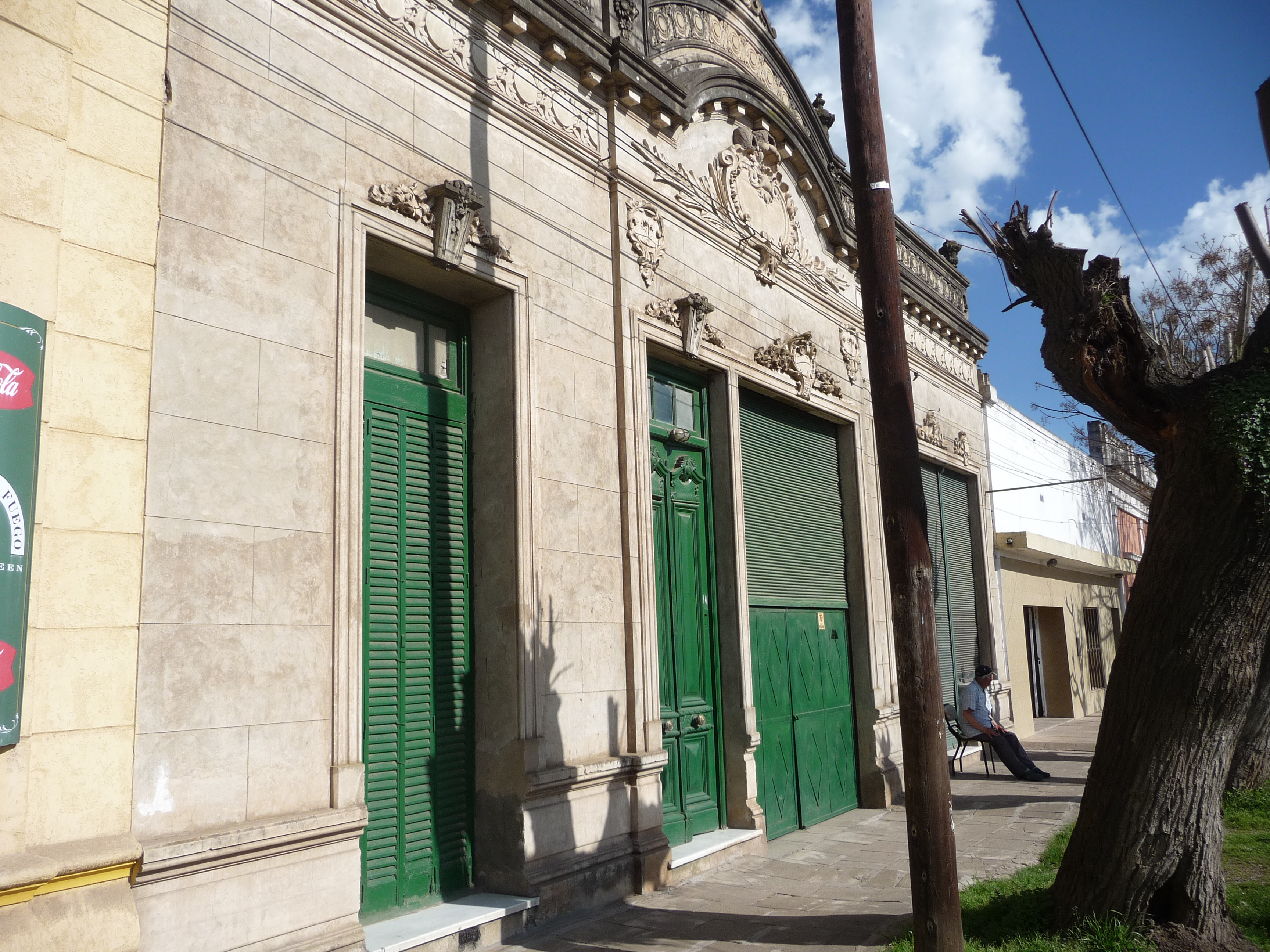
Carlos Keen - casa antigua

Cuenta con 557 habitantes (Indec, 2010), lo que representa un incremento del 10% frente a los 506 habitantes (Indec, 2001) del censo anterior.
| Gráfica de evolución demográfica de Carlos Keen entre 1991 y 2010 |
|                                                                   |
| Fuente: Censos nacionales del INDEC                               |

### Sismicidad
La región responde a las subfallas «del río Paraná», y «del río de la Plata», y a la falla de «Punta del Este», con sismicidad baja; y su última expresión se produjo el 5 de junio de 1888 (137 años), a las 3.20 UTC-3, con una magnitud aproximadamente de 5,0 en la escala de Richter (terremoto del Río de la Plata de 1888).
La Defensa Civil municipal debe advertir sobre escuchar y obedecer acerca de 
Área de
- Tormentas severas periódicas
- Baja sismicidad, con silencio sísmico de 137 años

## Biblioteca

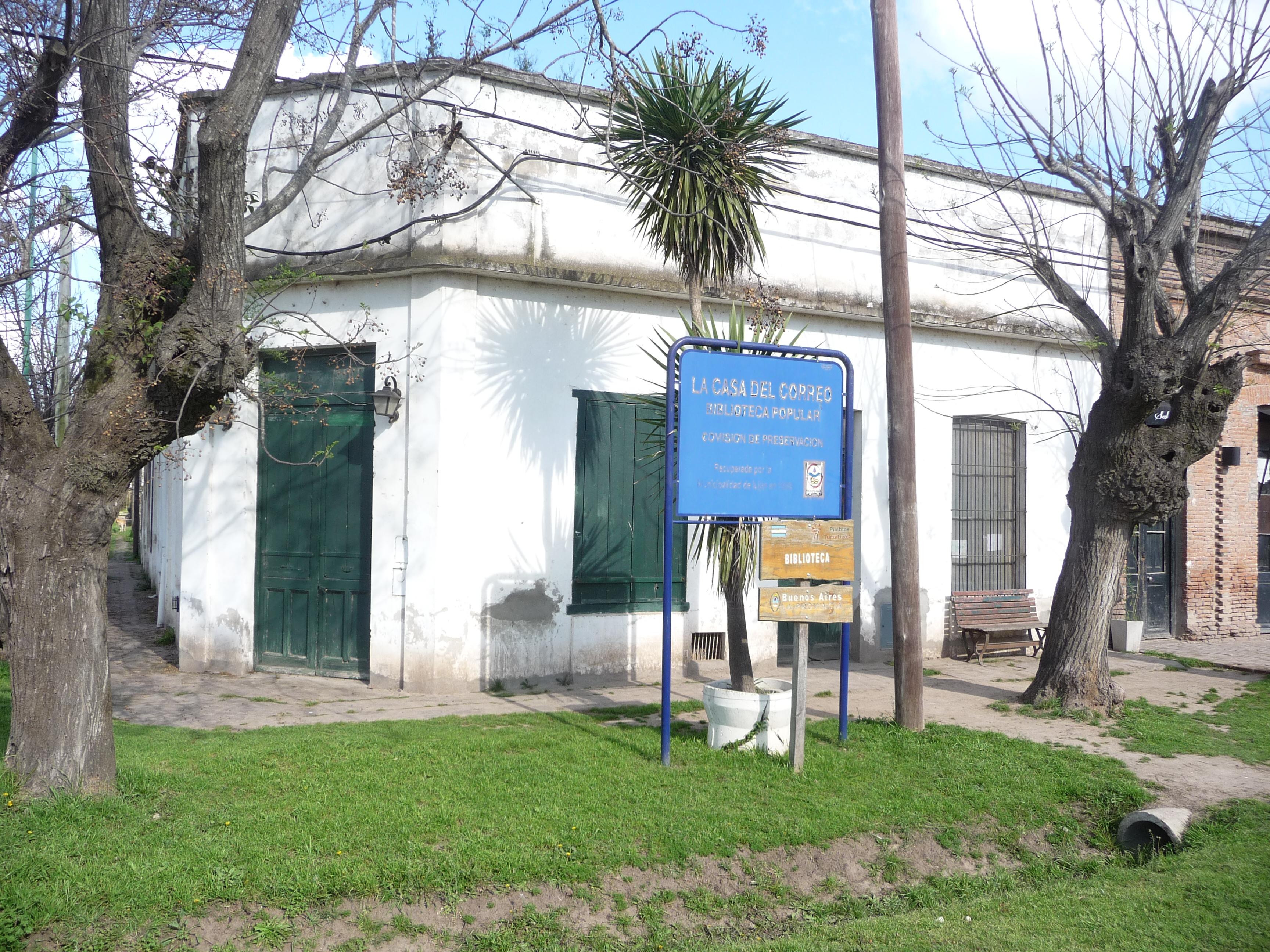
Carlos Keen - biblioteca

La “Biblioteca popular de Carlos Keen" funciona en el lugar donde antiguamente prestaba servicio el correo. Hoy la casona también es compartida por otros servicios necesarios para la comunidad. 
Cuenta con aproximadamente 10 000 libros, muchos de ellos fueron dados por la misma gente del pueblo, y los que se van adquirido por compra son por medio de los subsidios otorgados por CONABIP (Comisión Nacional de Bibliotecas Populares).  Como extensión, se enseña Artes plásticas, inglés y tejido.

## Fundación Camino Abierto
Esta fundación es un emprendimiento del matrimonio compuesto por Susana Esmoris y Hugo Centineo, quienes dieron el puntapié inicial para uno de los proyectos más interesantes de toda el área de Luján, que da cobijo a niños y adolescentes de hasta 21 años. Se encuentra respaldada por importantes chefs argentinos que realizan visitas periódicas al lugar y en un verdadero feed back desentrañan algunos de sus secretos y se llevan otros de los más jóvenes, los verdaderos protagonistas de Los Girasoles, nombre que lleva este restaurante tan particular. El complejo también cuenta con posibilidad de pernocte en cabañas que forman parte de la fundación.

## Fiesta del Sol

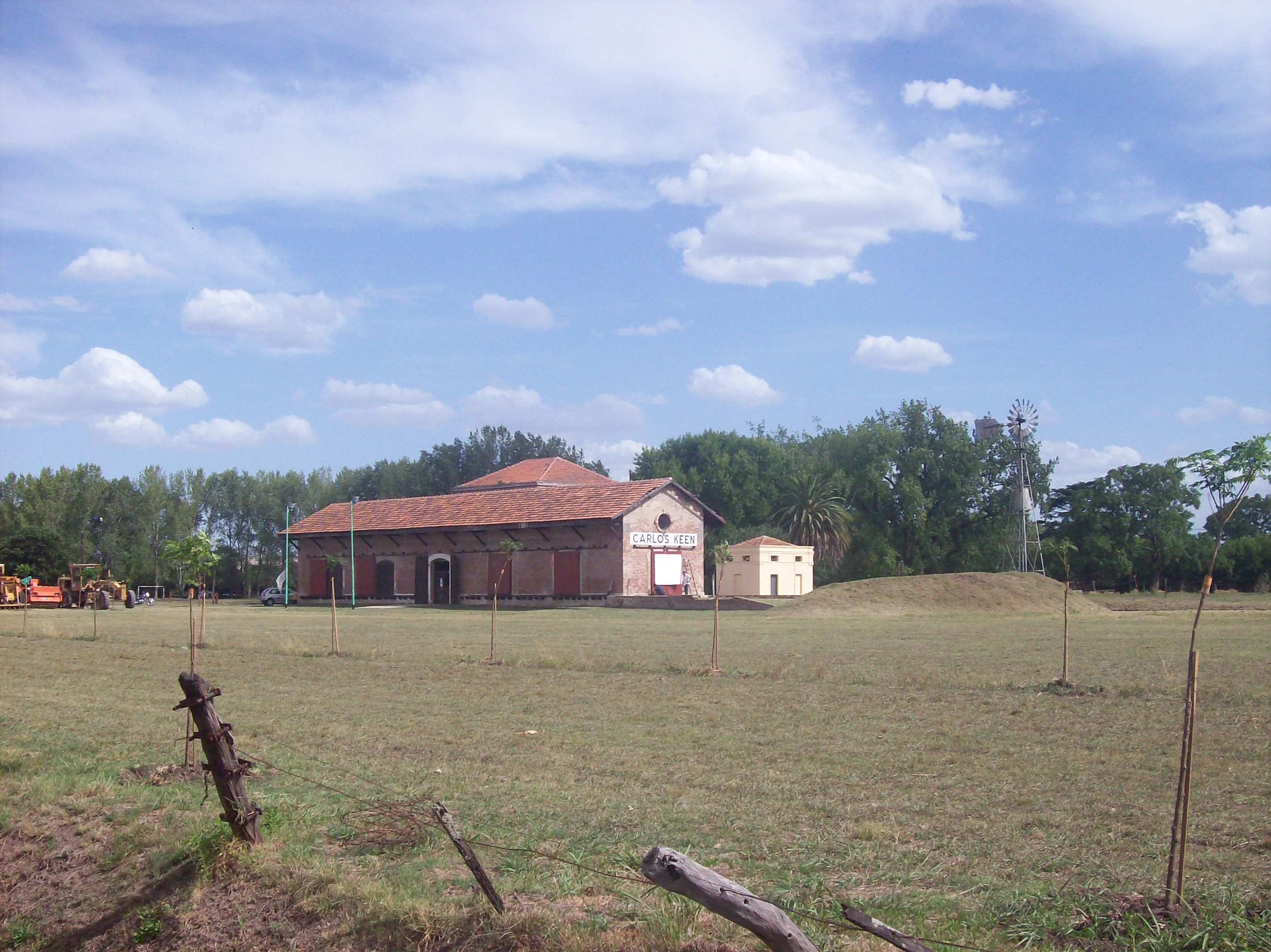
Estación de trenes de Carlos Keen

La “Fiesta del Sol” es una festividad en honor a la tierra y su relación con el sol, relacionada con los pueblos agrícolas indígenas. Todos los años, el 21 de junio a las 12 de la noche, los más supersticiosos  realizan varios rituales para aprovechar las energías mágicas de la noche de San Juan. Pero, ¿de dónde viene esta magia? Todo se relaciona con San Juan el Bautista y el solsticio del 21 de junio.
El festival se lleva a cabo dentro del predio ferroviario de la localidad, con puestos gastronómicos y eventos de espectáculos musicales y artísticos.
En el año 2023 se realizó la XX edición de la “Fiesta del Sol” en Carlos Keen.